# Félix Charles Douay
Félix Charles Douay (Parigi, 14 agosto 1816 – Parigi, 5 maggio 1879) è stato un generale francese, la cui carriera ha abbracciato il regno di re Luigi Filippo, la Seconda Repubblica francese, il Secondo Impero francese di Napoleone III e i primi anni della Terza Repubblica. Era il fratello di un altro soldato di carriera, il generale Abel Douay.

## Biografia
Prestò servizio nella guerra di Crimea, in Italia e in Messico. Per il suo coraggio nelle battaglie di Magenta e Solferino nel 1859 fu elevato al grado di generale di brigata.
Durante la guerra franco-prussiana fu comandante in capo del 7° Corpo d'armata francese. Dopo le prime sconfitte al confine con l'Alsazia, il 7° Corpo si ritirò e divenne parte dell'esercito di Châlons di Patrice de Mac-Mahon in prima linea. Fu fatto prigioniero nella battaglia di Sedan.
Al suo ritorno in Francia, Douay guidò il 4° Corpo d'Armata contro il Comune di Parigi. Fu il primo ad entrare a Parigi, il 22 maggio 1871, e salvò il Louvre dalla distruzione.